# James Munkres
James Raymond Munkres (nacido el 18 de agosto de 1930) es profesor emérito de matemáticas en el MIT  y autor de varios textos en el área de topología, incluido Topología (un texto de nivel universitario), Análisis de variedades, Elementos de algebraica. Topología y Topología Diferencial Elemental. También es autor de Álgebra lineal elemental.
Munkres completó su educación universitaria en Nebraska Wesleyan University  y recibió su doctorado de la Universidad de Míchigan en 1956; su asesor fue Edwin E. Moise. Al principio de su carrera enseñó en la Universidad de Míchigan y en la Universidad de Princeton.
Entre las contribuciones de Munkres a las matemáticas se encuentra el desarrollo de lo que a veces se denomina algoritmo de asignación de Munkres. Una contribución significativa en topología es su teoría de la obstrucción para suavizar los homeomorfismos. Estos desarrollos establecen una conexión entre los grupos de John Milnor de estructuras diferenciables en esferas y los métodos de suavizado del análisis clásico.
Fue elegido miembro de la promoción de 2018 de becarios de la Sociedad Estadounidense de Matemáticas.